# ナビラトゥク県
ナビラトゥク県（ナビラトゥクけん、英語: Nabilatuk District）は、ウガンダ北部地域の県のひとつ。伝統的にはカラモジャ地方に属している。
2018年にナカピリピリ県より分離。人口は約7万人（2014年国勢調査）で、県の中では非常に少ない（125 / 128位）。

## 隣接する県
- モロト県
- ナカピリピリ県
- カタクイ県
- ナパック県